# 胜岩站
勝岩站（韓語：승암역）是朝鮮民主主義人民共和國咸鏡北道鏡城郡勝岩勞動者區的一個鐵路車站，属于平罗线。

## 邻近车站
平羅線
生氣嶺站 - 勝岩站 - 罗南站